# جوك جيبسون (مبارز بالسيف)
جوك جيبسون (بالإنجليزية: Jock Gibson) هو مبارز بالسيف أسترالي، ولد في 25 مارس 1921 في Hurlstone Park ‏ في أستراليا، وتوفي في 4 ديسمبر 1994.

## وصلات خارجية
- جوك جيبسون على موقع أوليمبيديا (الإنجليزية)
- جوك جيبسون على موقع اتحاد ألعاب الكومنولث (مؤرشف) (الإنجليزية)